# Blue Foundation
 (août 2019).
Si vous disposez d'ouvrages ou d'articles de référence ou si vous connaissez des sites web de qualité traitant du thème abordé ici, merci de compléter l'article en donnant les références utiles à sa vérifiabilité et en les liant à la section « Notes et références ».

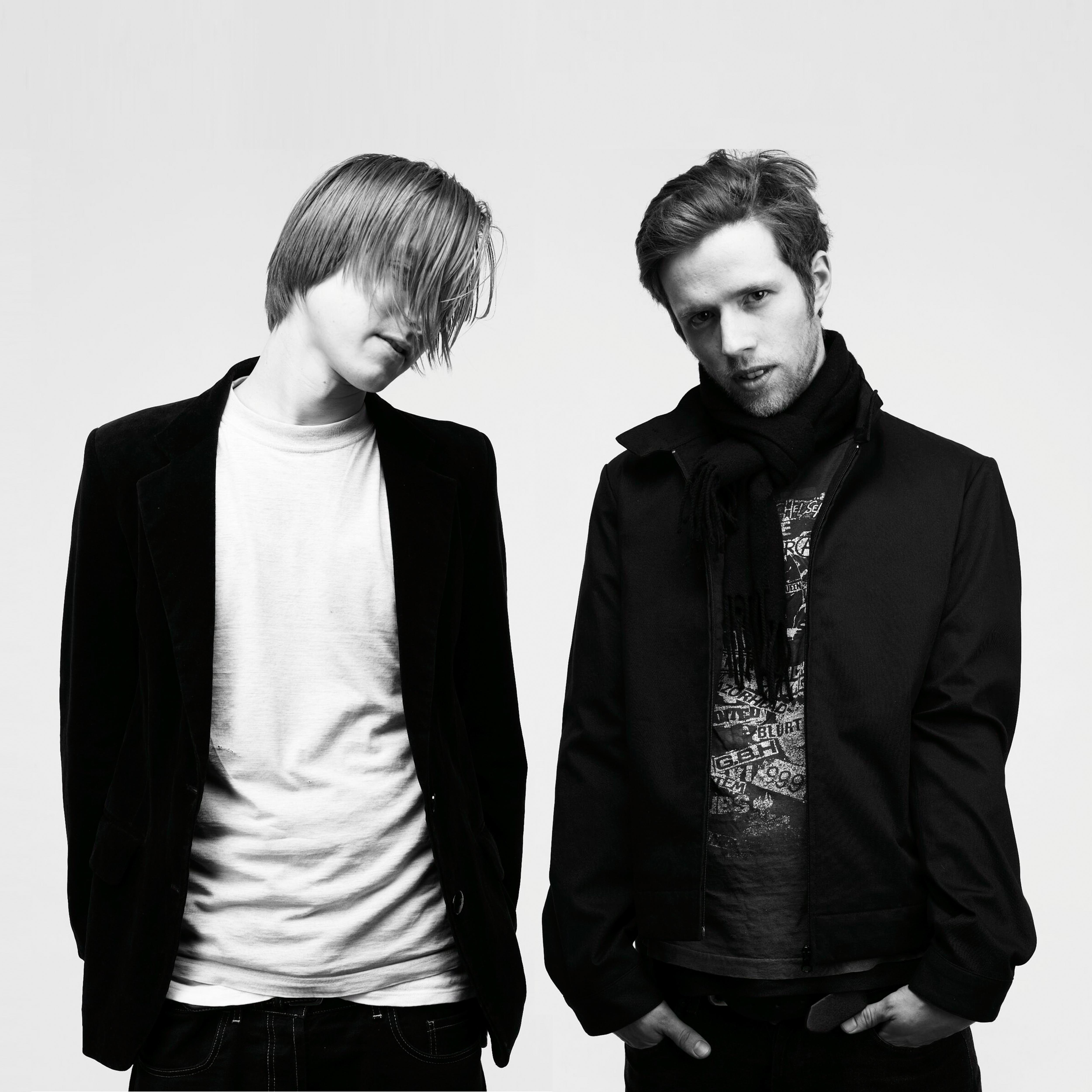

Blue Foundation est un groupe de musique électronique danois. Il s'est fait connaître en 2004 avec leur second album Sweep of Days.

## Membres
- Kirstine Stubbe Teglbjærg : autrice, compositrice, chanteuse
- Tobias Wilner alias Bichi : producteur, compositeur et DJ
- Bo Rande : producteur, compositeur, trompette et autres
- MC Jabber : MC et auteur
- Tatsuki Oshima : DJ et vinyl manipulator
- Sune Martin : guitare basse

## Discographie

### EP
- 2001 : Wiseguy & Hollywood
- 2003 : As I Moved On

## Au cinéma et à la télévision
Le morceau Sweep Fire est sur la bande originale du film Miami Vice : Deux flics à Miami.
Le morceau Eyes on fire est sur la bande originale du film Twilight, chapitre I : Fascination.
Le morceau Save this town est diffusée dans la série télévisée Newport Beach, saison 2 épisode 7.
Le morceau Eyes on fire apparaît dans l'épisode 8 de la saison 4 de la série Vampire Diaries.